# Doc Pomus
Doc Pomus, vlastním jménem Jerome Solon Felder, (27. června 1925 – 14. března 1991) byl americký zpěvák a autor písní. Narodil se do židovské rodiny v Brooklynu, jeho mladším bratrem byl právník Raoul Felder. Fanouškem bluesové hudby se stal poté, co uslyšel desku Big Joe Turnera. Jako teenager přijal pseudonym Doc Pomus a začal vystupovat po klubech. Později napsal řadu písní ve spolupráci s Mortem Shumanem. Jeho písně hráli například Brian Wilson, Bob Dylan či anglická kapela Status Quo. V roce 1992 byl uveden do Rokenrolové síně slávy a o dvacet let později do její bluesové obdoby.